# Turn! Turn! Turn! (album)
Turn! Turn! Turn! is het tweede studioalbum van de Amerikaanse folkrockgroep The Byrds. De muziek werd van 28 juni tot 1 november 1965 in de Columbia Studios in Hollywood opgenomen. Op 6 december 1965 bracht Columbia Records het album uit.
Het album werd voorafgegaan door een vertolking van Pete Seegers folksong "Turn! Turn! Turn!" als eerste single. Hiermee bereikten ze de eerste plaats in de Amerikaanse hitlijst en de 26ste plaats in de Britse hitlijst. Het album zelf stond veertig weken in de Billboard 200 en bereikte daar de zeventiende plaats. In het Verenigd Koninkrijk piekte het op de elfde plaats.

## Nummers
| Nr. | Titel | Schrijver(s)               | Duur |
| --- | --- | -------------------------- | ---- |
| 1.  | Turn! Turn! Turn! (To Everything There Is a Season)                                                                 | Pete Seeger                | 3:49 |
| 2.  | It Won't Be Wrong (in het najaar van 1964 als "Don't Be Long" op de B-kant van "Please Let Me Love You" verschenen) | Jim McGuinn, Harvey Gerst  | 1:58 |
| 3.  | Set You Free This Time                                                                                              | Gene Clark                 | 2:49 |
| 4.  | Lay Down Your Weary Tune                                                                                            | Bob Dylan                  | 3:30 |
| 5.  | He Was a Friend of Mine                                                                                             | traditional, arr.: McGuinn | 2:30 |
| 6.  | The World Turns All Around Her                                                                                      | Clark                      | 2:13 |
| 7.  | Satisfied Mind | Red Hayes, Jack Rhodes     | 2:26 |
| 8.  | If You're Gone | Clark                      | 2:45 |
| 9.  | The Times They Are a-Changin'                                                                                       | Dylan                      | 2:18 |
| 10. | Wait and See | McGuinn, David Crosby      | 2:19 |
| 11. | Oh! Susannah | Stephen Foster             | 3:03 |

## Personeel
- Jim McGuinn - leadgitaar, 12-snarige gitaar, zang
- Gene Clark - gitaar, mondharmonica, tamboerijn, zang
- David Crosby - gitaar, zang
- Chris Hillman - basgitaar, achtergrondzang op "Lay Down Your Weary Tune"
- Michael Clarke - drums, tamboerijn op "He Was a Friend of Mine"
- Terry Melcher - orgel op "He Was a Friend of Mine"